# 2011年発覚イギリス競馬八百長事件
2011年発覚イギリス競馬八百長事件（2011ねんはっかくイギリスけいばやおちょうじけん）とは、イギリスで2011年に発覚した、イギリスの競馬最大級の競馬の八百長事件である。
この事件に関与した人数は、主犯格は騎手5人と馬主2人の7人、共犯者は6人の合計13人である。
本項では2012年10月に発覚した類似の事件についても述べる。

## 事件内容
2011年12月14日、2009年1月17日より8月15日までに行われたレースの内、少なくとも10のレースで不正があったことが英国競馬統括機構(BHA)の調査で発覚した。
これについて、BHAの保安部長のポール・スコットニーは「今回の捜査の核心にあるのは2人の馬主による行為です」と前置きし「内部情報を乱用し、それによって騎手に不正を働きかけ、いかさまを働きました。調査により馬主のモーリス・シネスとジェームス・クリックモアの2人が、特にポール・ドウとグレック・フェアーリーの2騎手が騎乗するレースで賭けを行った仕組みが明らかになりました。これは問題とされている10レースの内7レースに当てはまりました。これほど深刻な違反が発覚したのは遺憾なことです。」と説明している。
シネスとクリックモアは所有馬が負ける方に賭け、しかも共犯者と共謀して八百長を働いたとされている。その賭け金は合計で約80万ポンドであり、共犯者らは合計で25万ポンド以上の利益を手にした疑いが持たれている。
この事件は賭事委員会へと移され、刑事事件の立件の可否や立件となった場合の関与した人物に対する刑事罰が問われることになっている。これについてイギリス競馬ジャーナリストのアンドリュー・コーフィールドは「数年前に大きな話題となった事件の後だけに今回の件では検察庁は慎重にならざるを得ないだろう」と評している。なお現地の法律では刑事法廷の立証責任には合理的疑いの余地があってはならないとされているが、BHAの懲罰委員会が取り扱う事件はこの限りではない。

## 主な処分
この事件で処分された13人の内現在までに判明している6人の処分について記述する。

### 騎手
- ポール・ドウ（Paul Doe）、グレック・フェアリー（英語版） - 故意に競走馬を負けさせたとしてそれぞれ12年間の騎乗停止処分。
- カースティ・ミルクザレク（英語版） - 八百長に関与したとして2年間の騎乗停止処分。
- ジミー・クイン（英語版） - 八百長に関与したとして6ヶ月間の騎乗停止処分。

この内女性騎手のミルクザレクは騎乗停止処分には異議を申し立てる意向を示している。

### 馬主
- モーリス・シネス、ジェームス・クリックモア - 八百長行為によりそれぞれ14年間の競馬関与停止処分。

### その他
- 共犯者6人の処分内容は不明であるが、（全13人が）合計で66年間にわたって競馬界を追放されることになったとの情報がある[1]。

## 各人物のコメント
- この事件に関して主犯格の1人とされているフェアーリーは「この件の報告書からも明らかなように騎手たちは今回の件で扇動的な役割を果たしていません。むしろ利用されてしまったのです。ただしどの程度利用されてしまっていたのか、また他言を行わないようにと、どこまで脅されていたのかまでは現時点では不明ですが」とコメントしている。
- また、この事件に関与していないが、障害騎手のトニー・マッコイは自身がユートクシター競馬場で5レースに騎乗した賞金額がホースメンズ・グループ推奨の最低基準額を下回ったことを引き合いに出し「我々は悪天候の中で騎乗したり、前に位置する馬が跳ね上げた泥が顔に当たったりするのは構わないが、生命を危険に晒すことへの見返りがほぼ皆無という状態は看過できません」と前置きし「その日私はいくつか（ユートクシター競馬場のレースで）勝利を挙げましたが、それでも賞金額よりも騎乗料の方が多いのです。これはイギリス競馬の恥ずべきことです。（この賞金額の少なさに）一部の騎手たちが規則を破る誘惑にかられるのも無理はない話です」と、スキャンダルの一因として賞金額の低さがあることを挙げていた。
- イギリス競馬ジャーナリストのアンドリュー・コーフィールドは「（この事件を契機に）今後はBHAはどの様な人物に馬主資格を発行するのかについてもう少し慎重になって頂きたい」と提言した[1]。またコーフィールドは「（現在は検査が厳格化されているが）シネスとクリックモアが馬主資格を取得した当時は明らかに検査がずさんだった」とコメントしている。

## その後に発生した八百長事件
また、この八百長事件とは別に、2012年10月にも騎手やプロサッカー選手を含む合計9人の八百長事件が発覚した。この時の主犯格は騎手のアンドリュー・ヘファナン、プロサッカー選手のマイケル・チョプラ、マーク・ウィルソン、ジェームス・コッピンジャーの合計4人、共犯者は厩務員2人を含む5人の合計9人であり、既に全員が有罪判決を受けた。チョプラはBHAの審問に対して争わず認める考えを表明している。なお、発覚当時は騎手のエディ・アハーンの関与も浮上していたが、アハーン自身はこれを否定している。また、アハーンに対しての処分が下されているのかどうかは定かでない。